# 庫普瓦拉縣

庫普瓦拉縣是印度的一個縣，位於該國北部，由查谟和克什米尔負責管轄，面積2,379平方公里，識字率為66.92%，2011年人口875,564，人口密度每平方公里368人。
34°31′12″N 74°15′00″E / 34.52000°N 74.25000°E